# Nálet na Coventry

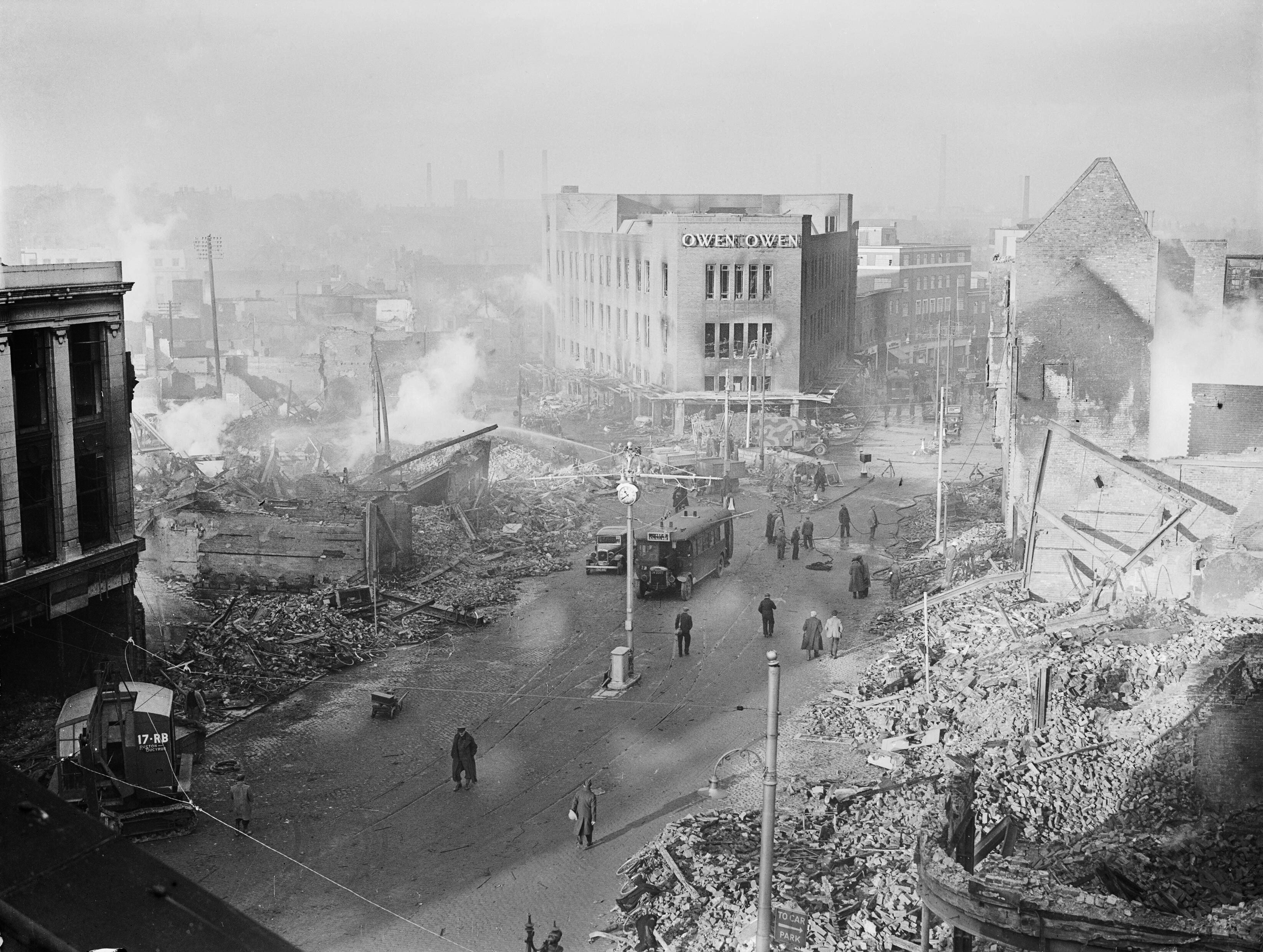
Následky náletu

Bombardování Coventry byl nálet německých bombardovacích svazů na britské město Coventry v noci ze 14. na 15. listopadu 1940. Coventry hrálo důležitou roli v zásobování britské armády (bylo centrem výroby munice a motorů). Luftwaffe v průběhu jedenácti hodin na město shodila stovky tun bomb. Cílem ale byla nejen likvidace válečného průmyslu, ale také zničení dělnických čtvrtí.

## Přípravy
Luftwaffe provedla velmi důkladný průzkum města a soustředila se na nejdůležitější továrny. Navzdory svému průmyslovému významu bylo Coventry velice slabě chráněno proti potenciálnímu útoku a spoléhalo na svou odlehlou polohu. Britské zpravodajské služby věděly, že v noci ze 14. na 15. listopadu za úplňku se má odehrát útok „Měsíční sonáta“, ale neznaly přesný cíl. Daná noc se ukázala ideální, chladná a jasná.

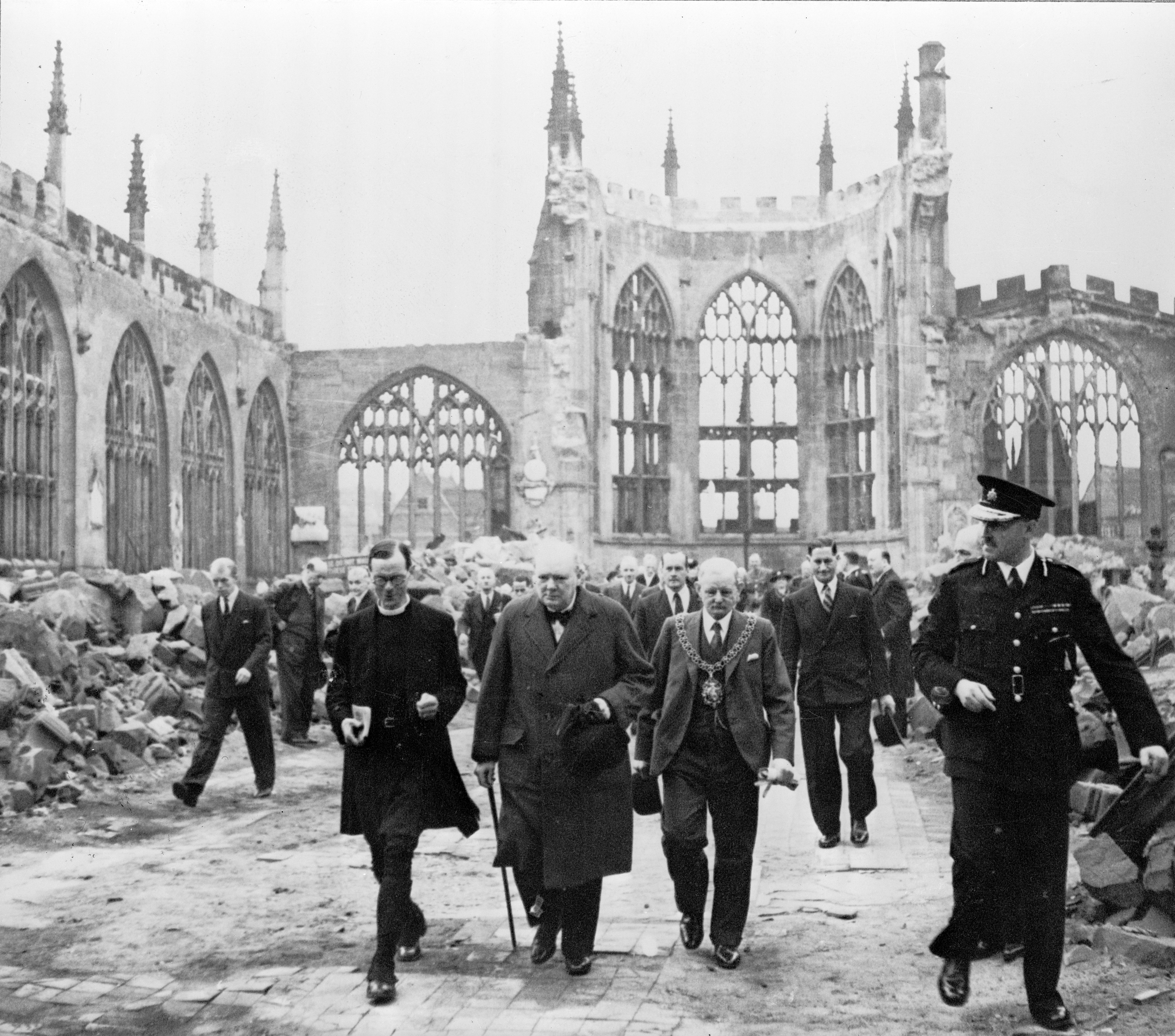
Winston Churchill procházející trosky Coventryské katedrály

## Útok
Celkem bylo na Coventry v průběhu 11 hodin shozeno 30 tisíc zápalných pum, 500 tun vysoce třaskavých bomb a několik desítek padákových min. Operaci Mondscheinsonate (sonáta měsíčního svitu) vedli KGr 100 („značkáři“), jejichž letouny byly vybaveny novou a přesnou navigační pomůckou – přístrojem X-Gerät. Požáry způsobené zápalnými pumami v centru Coventry pak neomylně naváděly zbývající jednotky Luftflotte 2 a 3.

## Následky
Centrum města bylo zničeno a ve spáleništi našlo smrt 554 lidí, dalších 865 bylo zraněno. Zničena byla například i původní katedrála, z níž zbyla pouze část obvodové zdi. Ruiny původní katedrály dodnes slouží jako památník v jehož sousedství byla postavena katedrála nová.